# Lligament
Un lligament és una estructura anatòmica en forma de banda, composta per fibres resistents que uneixen diferents estructures.

## Lligaments articulars
Són els que uneixen als ossos entre si, en les articulacions.
El lligament es compon de teixit connectiu fibrós, d'una naturalesa similar a la dels tendons. Aquest teixit es troba estructurat en un grup de petites entitats denominades fascicles, els quals conformen les fibres bàsiques. Al seu torn, en aquesta estructura hi ha fibres ondulades que contribueixen de forma significativa a la seva resposta no lineal a un esforç aplicat de tensió; tanmateix, encara no és clar en quina forma i quantitat és la relació funció-estructura que exerceix un paper en el comportament d'un lligament.
La funció dels lligaments és la unió i estabilització d'estructures anatòmiques, i es troben entre els ossos i cartílags de l'organisme, especialment en aquells que formen part de les articulacions. A diferència dels tendons, que connecten els músculs amb els ossos, els lligaments interconnecten ossos adjacents entre si, i tenen per tant un rol molt significatiu en el sistema musculoesquelètic.
En una articulació, els lligaments permeten i faciliten el moviment dins les direccions anatòmiques naturals, mentre que restringeixen aquells moviments que són anatòmicament anormals, impedint lesions o protrusions que podrien sorgir per aquest tipus de moviment. El lligament es pot trencar amb un sobreesforç intens com, per exemple, en una caiguda o un colp molt fort.

## Exemples de lligaments del cos
| Cap i coll - Lligament suspensori del cristal·lí - Lligament cricotiroïdal - Lligament periodontal - Lligament supraspinós Tòrax - Lligament suspensor de la mamella Pelvis - Lligament sacrococcigeal - Lligament sacrociàtic major - Lligament de la símfisi púbica - Lligament subpúbic - Lligament suprapúbic - Lligament suspensor del penis | Canell - Lligament anterior - Lligament anular posterior - Lligament lateral extern - Lligament lateral intern - Lligament posterior Genoll - Lligament creuat anterior - Lligament creuat posterior - Lligament lateral extern - Lligament lateral intern - Lligament rotular Turmell - Lligament lateral extern - Lligament lateral intern |